# Ibrahim ibn Jahan Xah
Ibrahim ibn Jahan Xah fou un amir al servei de Xah Rukh, fill de l'amir Jahan Xah, executat per venjança de sang el 1405 per la família dels Iraki establerta després a la zona d'Hamadan.
El principal amir de la família fou Midrab ibn Jaku Barles, germà de Jahan Xah ibn Jaku Barles. A la mort de Midrab quan era governador de Fars (1414) la seva posició a l'exèrcit i al diwan va passar al seu nebot Ibrahim ibn Jahanshah ibn Jaku, que va servir en diverses tasques, la darrera de les quals el govern d'Esfahan, que ostentava vers 1428-1429 quan en fou destituit per una falta no especificada.
Va morir al tomb d'un any després, vers 1430 i la família de descendents de Jaku Barles desapareix de les notícies tot i ue consta que el seu tumen a Bakelan i Kunduz va romandre i aportava un important nombre de soldats.